# Tubbreva exaltata
Tubbreva exaltata är en snäckart. Tubbreva exaltata ingår i släktet Tubbreva och familjen Cingulopsidae.

## Underarter
Arten delas in i följande underarter:
- T. e. exaltata
- T. e. sorenseni